# Красная Горка (Кораблинский район)
Красная Горка — населённый пункт, входящий в состав Кипчаковское сельского поселения Кораблинского района Рязанской области.

## Географическое положение
Красная Горка находится в восточной части Кораблинского района, к юго-востоку от райцентра.

## Природа
Находится на возвышенности, внизу протекает река Ранова. На реке находится пляж на который съезжается много отдыхающий.

## Население
| 2010 |
| ---- |
| 29   |

## Название
Название может носить идеологический характер. 
В то же время селение находится на возвышенности. Словосочетанием красная горка называли возвышенные места, которые хорошо прогревались солнцем. С них раньше сходит снег, и они быстрее соседних участков покрываются зеленой травой. Эти места часто используются для народных гуляний.

## История
Появилось после 1918 года. 
В 1925 году – поселок Красная Горка Княжовского сельского совета. 
В 1949 году – деревня Красная Горка.

## Хозяйство
До недавнего времени в деревне действовала молочно-товарная ферма Кипчаковского колхоза «Прогресс-1».

## Инфраструктура
Дорожная сеть
В 800 м к юго-западу проходит автотрасса межмуниципального значения «Кораблино-Ухолово», от которой отходит щебёнчатое ответвление до деревни.
Транспорт
Связь с райцентром осуществляется пригородными (№138 «Кораблино-Ключ»).